# Otto von Below
Otto von Below (Danzica, 18 gennaio 1857 – Danzica, 15 marzo 1944) è stato un generale tedesco.
Tenne posizioni di comando dall'inizio della prima guerra mondiale, contribuendo a molte vittorie sul fronte orientale.
Si distinse in particolare come comandante in capo delle truppe tedesche e austroungariche nella battaglia di Caporetto, nel 1917, dove raggiunse un grande successo, infliggendo una grave sconfitta all'esercito italiano.

## Carriera militare
Uno dei più capaci comandanti militari del conflitto, era cugino di Fritz von Below, anch'egli ufficiale generale (il che causò una certa confusione nei servizi segreti britannici); ricoprì cariche di comando su differenti fronti e partecipò a svariate battaglie del conflitto, fra cui, al comando del I Corpo d'armata della Riserva, la battaglia di Gumbinnen e dei Laghi Masuri, in Prussia Orientale nel 1914; nel 1915 comandò l'8ª Armata rilevando il generale von François; fu quindi inviato in Curlandia, a Salonicco e in Macedonia.

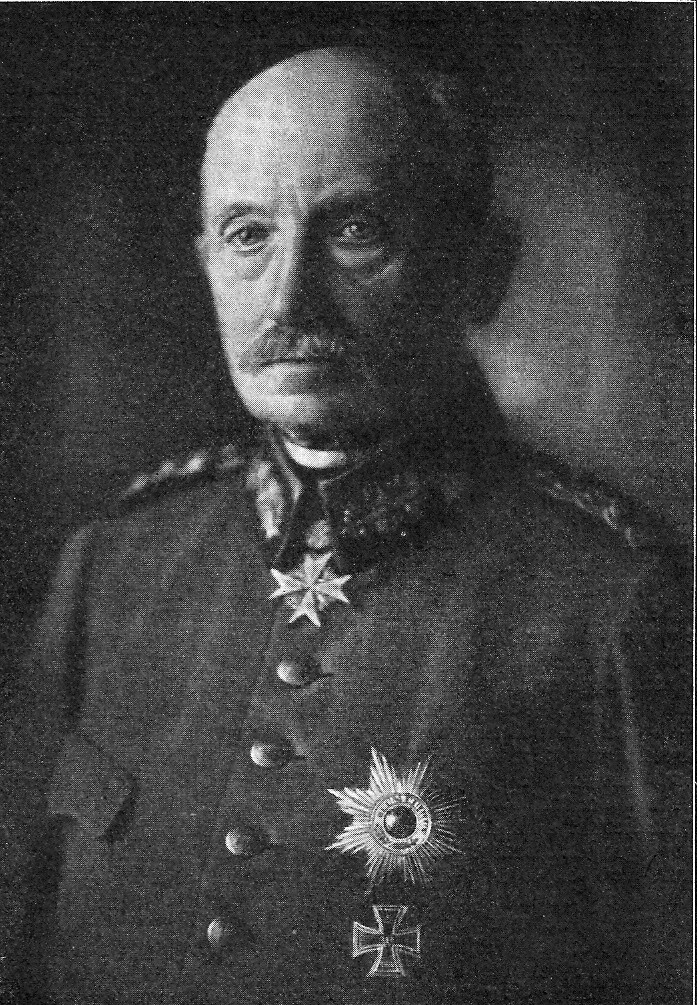
Il generale nel 1917

Nell'aprile 1917 tenne per un certo periodo il comando della 6ª Armata a Lilla, dopodiché fu nominato, il 2 luglio successivo, comandante supremo delle forze austro-tedesche sul fronte italiano. Il suo incarico più importante, e il suo maggior successo militare, fu nell'ottobre e novembre 1917, al comando delle nove divisioni tedesche e quattro austroungariche formanti la 14ª Armata, nella battaglia di Caporetto contro l'esercito italiano.
La battaglia si concluse con una catastrofica sconfitta per gli italiani, con la perdita di oltre 300 000 uomini (270 000 prigionieri) e metà dell'artiglieria pesante. Il fronte italiano si stabilizzò solo all'altezza del Piave. Il successo della sua tattica di infiltrazione gli valse il comando della 17ª Armata sul fronte occidentale. Opponendolo alle superiori forze britanniche nel marzo 1918, durante la grande offensiva di primavera, il comando supremo si attendeva da lui un'altra sorprendente vittoria, come quella di Caporetto.
La sua reputazione lo precedeva: il suo successo di Caporetto contribuì a mettere in allarme l'intelligence della 3ª Armata britannica circa un imminente attacco, non appena si fu insediato; fu quindi predisposto un piano difensivo. Below doveva avanzare oltre Arras nel marzo 1918; il suo successo parziale vanificò la campagna volta alla conquista della Somme nello stesso mese. Al comando della 1ª Armata al termine della guerra, Below pianificò la ritirata da Reims su posizioni idonee a un'ultima difesa del territorio tedesco. Nel 1919 si ritirò a vita privata.